# 유영록
유영록(劉永錄, 1962년 9월 22일 ~ )은 대한민국의 정치인이다. 민선5기, 6기 김포시장을 역임하였다.

## 역대 선거 결과
|  | 44.98% |

|  | 50.08% |

|  | 43.88% |

|  | 25.63% |

|  | 46.59% |

|  | 48.28% |

|  | 8.09% |

## 참고 자료
- 네이버 블로그
- 페이스북 페이지
- 인스타그램